# Ponte a trave

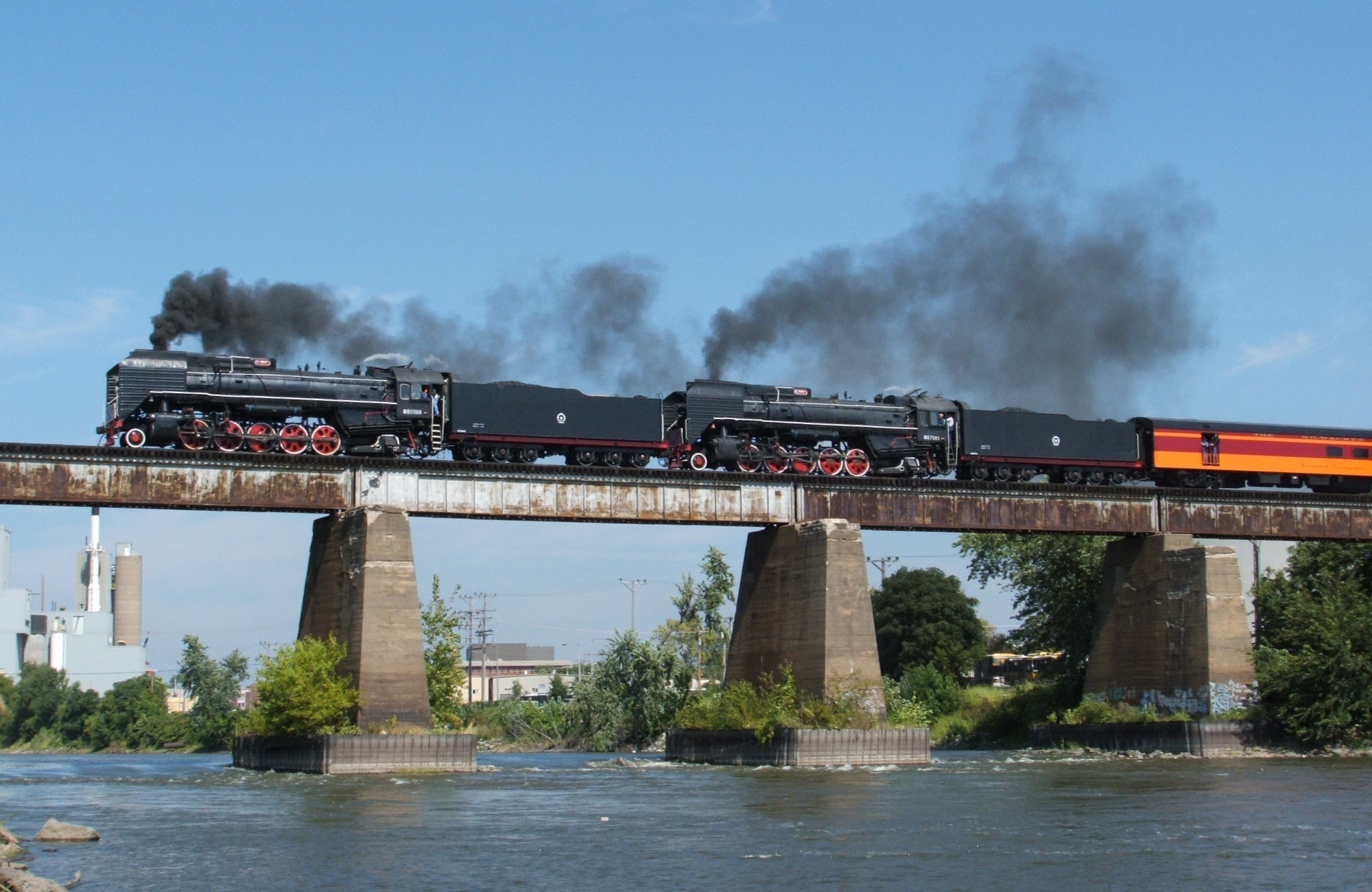
Ponte a trave a più campate

Il ponte a trave è la forma strutturale più semplice per le campate di un ponte supportate da un moncone o pilastro a ciascuna estremità. Solo le travi sono inflesse mentre i piloni sono compressi (nessun momento flettente viene quindi trasferito nel supporto) e, per tale motivo, questo tipo strutturale è noto come semplicemente supportato.

## Descrizione
Il ponte a trave più semplice potrebbe essere un gruppo di tronchi assemblati (vedi ponte di tronchi), una tavola di legno o una lastra di pietra (vedi ponticello di pietre) posata attraverso un ruscello. I ponti progettati per le moderne infrastrutture sono generalmente costruiti in acciaio o cemento armato o una combinazione di entrambi. Gli elementi in calcestruzzo possono essere armati, precompressi o post-tesi. Tali ponti moderni includono ponti a trave, a trave piatta e a trave scatolare, tutti tipi di ponti a trave.
I tipi di costruzione potrebbero avere molte travi affiancate che creano una superficie continua nella parte superiore, con una trave principale su entrambi i lati che supporta il ponte. Le travi principali potrebbero essere travi a I (note anche come travi ad H capriate) o travi a cassone. Potrebbero essere a metà o rinforzate nella parte superiore per creare un ponte passante.

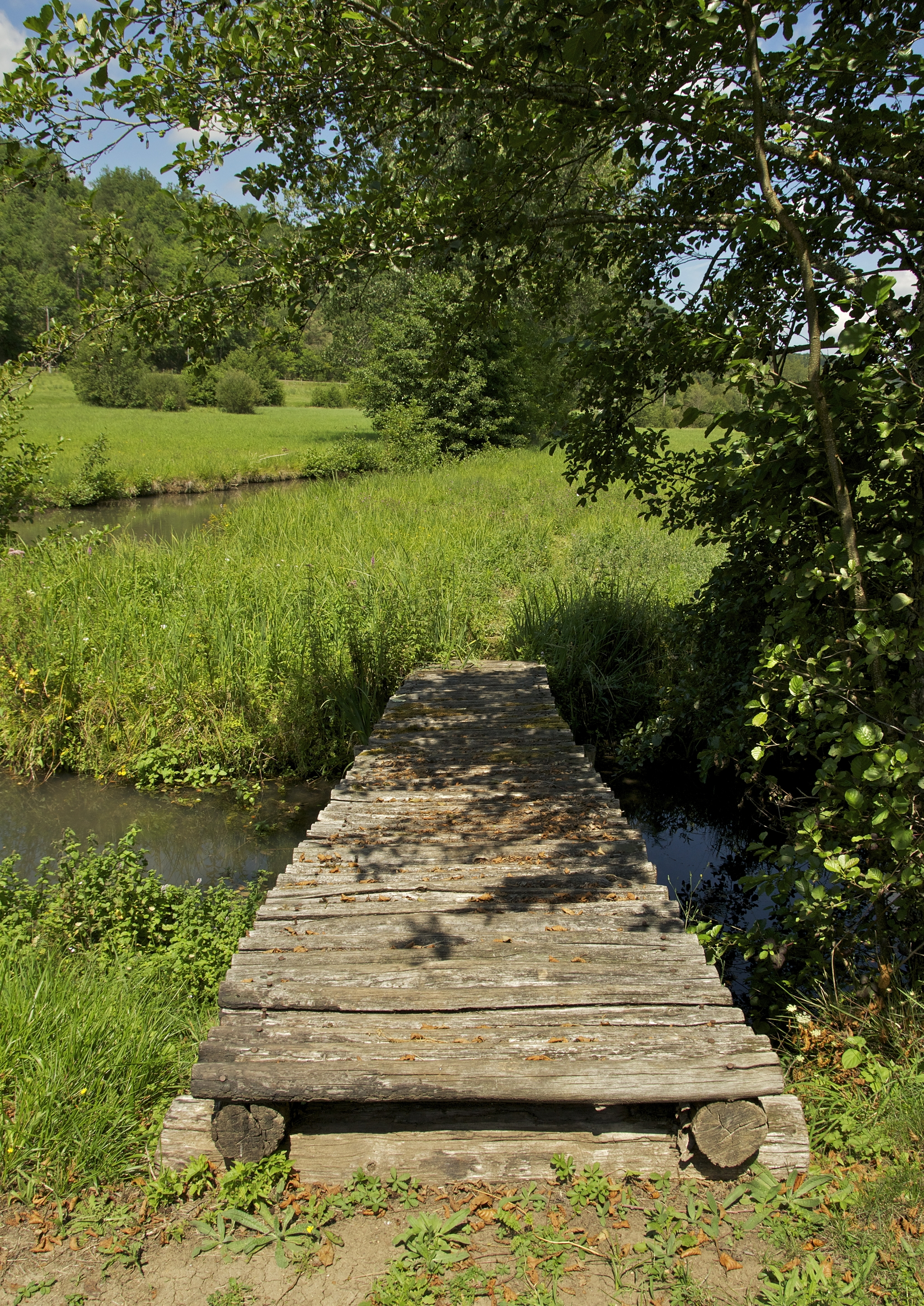
Una passerella pedonale che utilizza travi su un ruscello in Dordogna, Francia

Poiché non vengono trasferiti momenti flettenti, manca la spinta (come in un ponte ad arco), portando a design innovativi, come la travatura reticolare e archi a corde di arco, che contengono le forze orizzontali all'interno della sovrastruttura.
I ponti a trave non sono limitati a una sola campata. Alcuni viadotti come il ponte Feiyunjiang in Cina hanno più campate semplicemente supportate da pilastri. Ciò si oppone ai viadotti che utilizzano campate continue sui pilastri.
I ponti a trave vengono spesso utilizzati solo per distanze relativamente brevi perché, a differenza dei ponti a travatura reticolare, non hanno supporti incorporati. Gli unici supporti sono forniti dai moli. Più i loro supporti sono distanti, più debole diventa un ponte a travi. Di conseguenza, i ponti a trave raramente si estendono per più di 80 metri. Ciò non significa che i ponti a trave non vengano utilizzati per attraversare grandi distanze; significa solo che devono essere uniti una serie di ponti a trave creando quella che è nota come una campata continua.